# Consejo General Vasco
Il Consejo General Vasco (in basco Eusko Kontseilu Nagusia, italianizzato in Consiglio Generale Basco) fu un organo politico nato nei Paesi Baschi (Spagna), in carica tra gennaio 1978 ed aprile 1980.
Nato immediatamente dopo la caduta del regime di Francisco Franco ed il conseguente ritorno alla democrazia, rimase in carica per due anni, fino alla creazione del Governo basco, seguita allo statuto di autonomia dei Paesi Baschi.

## Situazione politica
Nel maggio del 1977, le varie forze politiche basche (Partito Nazionalista Basco, PSE-PSOE, ESEI, EPK-PCE, Democracia Cristiana Vasca e ANV) firmarono il Compromesso per l'Autonomia nel quale si accordarono che tutti i parlamentari baschi e navarri eletti alle elezioni costituenti di quell'anno, si sarebbero impegnati a far redigere ed approvare uno statuto per l'autonomia di Euskal Herria.
Dopo le elezioni, nelle quali molti partiti firmatari del patto (PNV, PSE-PSOE e ESEI) si riunirono in una lista comune, il Frente Autonómico, al Senato venne costituita l'Assemblea dei Parlamentari baschi (19 giugno 1977), nella quale si riunirono tutti i senatori eletti nelle quattro province (Gipuzkoa, Biscaglia, Álava e Navarra), ad eccezione degli esponenti dell'Unione del Centro Democratico (tre deputati e tre senatori)), che si opponevano all'integrazione della Navarra.
Il primo esecutivo eletto dopo il ripristino della democrazia, guidato da Adolfo Suárez, non approvò immediatamente la concessione delle autonomie: seguirono dibattiti e discussioni parlamentari su quali e quante dovessero essere le competenze delle regioni.
Soltanto il 4 gennaio 1978 un decreto-legge, diede il via alla creazione del Consejo General Vasco.
Il decreto prevedeva che sia le tre province basche che la Navarra potessero far parte del Consiglio. 
Le norme per l'elezione di questi organismi sarebbero state stabilite un anno più tardi, dopo l'adozione della Costituzione, con regio decreto il 26 gennaio 1979.
Durante le elezioni municipali del 1979, i parlamentari delle tre province storiche (Alava, Biscaglia e Gipuzkoa) decisero di aderire al progetto del Consejo General Vasco, mentre la Navarra decise diversamente, creando un governo proprio.
Le decisioni, ratificate dal governo centrale spagnolo, portarono alla creazione dell'organo di autonomia definitivo: il Governo basco, instaurato a partire dal 1980.

## Funzioni
In accordo al decreto reale in cui veniva istituito il Consejo General del País Vasco, questo era composto da:
1. Un presidente, con funzioni rappresentative.
2. Un pleno, convertito in "governo provvisorio" con funzioni gestionali.

Non si prevedeva il trasferimento di nessuna competenza concreta. In tal senso il Consejo svolse compiti puramente esecutivi. Le principali situazioni che dovette affrontare furono:
1. La concertazione economica, creando commissioni miste per lo studio di proposte da proporre al governo centrale.
2. La questione della Navarra.
3. Il progetto di uno statuto per l'autonomia dei Paesi Baschi.[7]

## Composizione

### PrimoConsejo General Vasco(1978-1979)
Il primo Consejo General Vasco venne costituito il 17 febbraio 1978 con la presidenza del socialista Ramón Rubial. Era composto da:
| Incarico                           | Titolare                          | Partito           |
| ---------------------------------- | --------------------------------- | ----------------- |
| Presidente                         | Ramón Rubial                      | PSE-PSOE          |
| Trasporti e Comunicazioni          | Juan María Bandrés Molet          | Euskadiko Ezkerra |
| Educazione                         | Carlos Santamaría Ansa            | PNV               |
| Sanità                             | Andoni Monforte Arregui           | PNV               |
| Industria, Commercio e pesca       | Mikel Isasi Gabilondo             | PNV               |
| Economia                           | Juan María Ollora Ochoa de Aspuru | PNV               |
| Territorio, Urbanistica e Ambiente | Juan Ajuriaguerra Ochandiano      | (PNV)             |
| Lavoro                             | Juan Iglesia Garrigos             | PSE-PSOE          |
| Cultura                            | José Antonio Maturana Plaza       | PSE-PSOE          |
| Giustizia                          | José Antonio Aguiriano Forniés    | PSE-PSOE          |
| Interno                            | José María Benegas Haddad         | PSE-PSOE          |
| Agricoltura                        | Pedro Morales Moya                | UCD               |
| Opere Pubbliche                    | Jesús María Viana Santa Cruz      | UCD               |
| Senza incarico                     | Juan Echevarría Gangoiti          | UCD               |

### SecondoConsejo General Vasco(1979-1980)
Il secondo Consejo General Vasco venne costituito nel giugno 1979, in seguito alle elezioni municipali dello stesso anno, con alla presidenza Carlos Garaikoetxea, del Partido Nacionalista Vasco.
| Incarico                           | Titolare                       | Partito           |
| ---------------------------------- | ------------------------------ | ----------------- |
| Presidente                         | Carlos Garaikoetxea            | PNV               |
| Trasporti e Comunicazioni          | Juan María Bandrés Molet       | Euskadiko Ezkerra |
| Agricoltura                        | Félix Ormazábal Ascasibar      | PNV               |
| Cultura                            | Ángel Olarte Lasa              | PNV               |
| Educazione ed Università           | Carlos Santamaría Ansa         | PNV               |
| Industria, Energia e Pesca         | José Luis Robles Canibe        | PNV               |
| Territorio, Urbanistica e Ambiente | Juan José Pujana Arza          | PNV               |
| Sanità                             | Antonio Monforte Arregui       | PNV               |
| Consigliere "Politico"             | Mikel Isasi Gabilondo          | PNV               |
| Commercio                          | Carlos Solchaga Catalán        | PSE-PSOE          |
| Giustizia                          | José Antonio Aguiriano Forniés | PSE-PSOE          |
| Lavoro                             | Juan Iglesia Garrigos          | PSE-PSOE          |
| Amministrazione Locale             | Ángel García Ronda             | PSE-PSOE          |
| Consegliere "Politico"             | José María Benegas Haddad      | PSE-PSOE          |
| Economia                           | José Antonio Ramírez Escudero  | UCD               |
| Opere Pubbliche                    | Alfredo Marco Tabar            | UCD               |
| Turismo                            | Jaime Mayor Oreja              | UCD               |
| Consigliere "Politico"             | Jesús María Viana Santa Cruz   | UCD               |